# Nebeški tempelj
Nebeški tempelj (poenostavljeno kitajsko: 天坛; tradicionalno kitajsko: 天壇; pinjin: Tiāntán) je kompleks cesarskih verskih konfucijanskih stavb, ki stojijo v jugovzhodnem delu osrednjega Pekinga. Kompleks so obiskovali cesarji dinastij Ming in Čing za letne obrede molitve k nebu za dobro letino. Nebeški tempelj je bil leta 1998 vpisan na seznam svetovne dediščine in opisan kot »mojstrovina arhitekture in krajinskega oblikovanja, ki preprosto in grafično ponazarja kozmogonijo velikega pomena za razvoj ene največjih svetovnih civilizacij ...«, saj je »simbolična postavitev in zasnova Nebeškega templja imela globok vpliv na arhitekturo in načrtovanje na Daljnem vzhodu skozi več stoletij.«

## Zgodovina
Tempeljski kompleks je bil zgrajen med letoma 1406 in 1420 v času vladavine cesarja Jongleja iz dinastije Ming, ki je bil odgovoren tudi za izgradnjo Prepovedanega mesta v Pekingu. Trenutno je v Dongčengu v Pekingu na Kitajskem. Kompleks je bil razširjen in preimenovan v Nebeški tempelj v času vladavine cesarja Džjadžinga v 16. stoletju. Džjadžing je v Pekingu zgradil tudi tri druge pomembne templje, Tempelj Sonca (日壇) na vzhodu, Tempelj Zemlje (地壇) na severu in Tempelj Lune (月壇) na zahodu. Nebeški tempelj je bil obnovljen v 18. stoletju pod cesarjem Čjanlongom. Takrat je bil državni proračun nezadosten, zato je bila to zadnja obsežna prenova tempeljskega kompleksa v imperialnih časih.
Tempelj je med drugo opijsko vojno zasedla anglo-francoska zveza. Leta 1900, med boksarskim uporom, je osemdržavno zavezništvo zasedlo tempeljski kompleks in ga spremenilo v začasno poveljstvo sil v Pekingu, ki je trajalo eno leto. Po padcu dinastije Čing je tempeljski kompleks ostal neupravljan. Zanemarjanje je v naslednjih letih privedlo do propada več dvoran.
Leta 1914 je Juan Šikai, takratni predsednik Republike Kitajske, v templju izvedel molitveno slovesnost dinastije Ming v okviru prizadevanj, da bi se razglasil za kitajskega cesarja. Leta 1918 je bil tempelj spremenjen v park in prvič odprt za javnost.

## Stavbe in postavitev
Tempeljsko posestvo pokriva 2,73 km2 parka in obsega tri glavne skupine konstrukcij, vse zgrajene v skladu s strogimi filozofskimi zahtevami:
- Molitvena dvorana za dobro letino (祈年殿) je veličastna okrogla stavba s tremi zatrepi, premera 36 m in višine 38 m,[4] zgrajena na treh nivojih marmornatega podnožja, kjer je cesar molil za dobro letino. Stavba je v celoti lesena, brez žebljev. Prvotno stavbo je leta 1889 pogorela strela.[5] Sedanja stavba je bila obnovljena nekaj let po incidentu.
- Cesarski nebeški obok (皇穹宇) je okrogla stavba z enim zatrepom, zgrajena na enem nivoju marmornatega podnožja. Stoji južno od Molitvene dvorane za dobro letino in ji je podobna, vendar je manjša. Obdaja jo gladek okrogel zid, Odmevna stena, ki lahko prenaša zvoke na velike razdalje. Cesarski obok je z Dvorano molitve povezan z mostom Vermilion stopnice, 360 metrov dolgim dvignjenim prehodom, ki se počasi vzpenja od oboka do Dvorane molitve. Kupola te stavbe prav tako nima prečnih tramov, ki bi podpirali kupolo.[6]
- Okrogli oltar na kupu (圜丘坛) je pravi oltar, ki je južno od Cesarskega nebeškega oboka. Gre za prazno krožno ploščad na treh nivojih marmornih kamnov, vsako okrašeno z bogato izrezljanimi zmaji. Številke različnih elementov oltarja, vključno z njegovimi balustri in stopnicami, so bodisi sveto število devet bodisi njegove ne-trobe. Središče oltarja je okrogla skrilavka, imenovana Srce nebes (天心石) ali Vrhovni Jang (太阳石), kjer je cesar molil za ugodno vreme. Zahvaljujoč zasnovi oltarja se zvok molitve odbija od ograje, kar ustvarja znatno resonanco, ki naj bi molitvi pomagala komunicirati z nebesi. Oltar je leta 1530 zgradil cesar Džiadžing in ga leta 1740 obnovil.

## Slovesnost
V starodavni Kitajski je bil kitajski cesar obravnavan kot Sin nebes, ki je upravljal zemeljske zadeve v imenu in zastopal nebeško oblast. Izjemno pomembno je bilo, da je s tem izkazoval spoštovanje do izvora svoje oblasti v obliki žrtev nebesom. Tempelj je bil zgrajen za te slovesnosti, ki so večinoma obsegale molitve za dobro letino.
Dvakrat letno se je cesar z vsem svojim spremstvom premaknil iz Prepovedanega mesta skozi Peking, da bi se utaboril v kompleksu, oblečen v posebna oblačila in se vzdržal uživanja mesa. Noben navaden Kitajec si ni smel ogledati te procesije ali naslednje slovesnosti. V tempeljskem kompleksu je cesar osebno molil k nebu za dobro letino. Vrhunec slovesnosti ob zimskem solsticiju je cesar izvedel na Zemeljski gori. Slovesnost je morala biti popolnoma izpeljana; splošno prepričanje je bilo, da bo že najmanjša napaka slab znak za ves narod v prihodnjem letu.

## Simbolika
Zemlja je bila predstavljena s kvadratom, nebo pa s krogom; več značilnosti tempeljskega kompleksa simbolizira povezavo neba in Zemlje, kroga in kvadrata. Celoten tempeljski kompleks je obdan z dvema kordonoma zidov; zunanji zid ima višji, polkrožen severni konec, ki predstavlja nebo, in krajši, pravokoten južni konec, ki predstavlja Zemljo. Tako Dvorana molitve za dobro žetev kot okrogli oltar na kupu sta okrogla, vsak stoji na kvadratnem metru in spet predstavlja nebo in Zemljo. Številka devet predstavlja cesarja in je očitna v zasnovi okroglega oltarja na nasipu: eno okroglo marmorno ploščo obdaja obroč devetih plošč, nato obroč 18 plošč in tako naprej, skupaj devet okoliških obročev, pri čemer ima najbolj zunanji plošče 9×9 plošč.
Dvorana molitve za dobro žetev ima štiri notranje, dvanajst srednjih in dvanajst zunanjih stebrov, ki predstavljajo štiri letne čase, dvanajst mesecev oziroma dvanajst tradicionalnih kitajskih ur. Dvanajst srednjih in dvanajst zunanjih stebrov skupaj predstavlja tradicionalne sončne termine. Vse stavbe v templju imajo posebne temno modre strešnike, ki predstavljajo nebo.
Skupina sedmih zvezdnih kamnov, vzhodno od Dvorane molitve za dobro žetev, predstavlja sedem vrhov gore Taišan, kraja čaščenja nebes v klasični Kitajski.
Štirje glavni podporni zmajevi stebri predstavljajo letni čas. Struktura, ki jo podpirajo ti zmaji, posnema slog starodavne kitajske kraljeve palače. Dvanajst notranjih stebrov simbolizira lunarne mesece, domneva pa se, da se dvanajst zunanjih stebrov nanaša na 12 dvournih obdobij dneva.

## Park
Okoli parka je precej obsežen, celoten kompleks pa meri 267 hektarjev . Del parka sestavljajo igrišča, vadbeni in igralni prostori. Te objekte dobro uporabljajo odrasli, pa tudi starši in stari starši, ki pripeljejo otroke na igro. Nekateri odprti prostori in stranske stavbe se pogosto uporabljajo, zlasti zjutraj, za zborovske nastope, etnične plese in druge predstavitve.